# Карликовая щурка
Карликовая щурка (лат. Merops pusillus) — птица-пчелоед рода щурки семейства щурковых отряда ракшеобразных. Выделяют 5 подвидов.

## Описание
Карликовая щурка — самый мелкий представитель рода Merops, достигает длины 15—17 см и массы 13—19 г. Половой диморфизм не выражен. Темя и верхняя часть тела зелёные; широкая чёрная полоска проходит от основания клюва через глаз до кроющих перьев ушей. Щёки и горло жёлтые, окаймлены снизу чёрным воротником с коричневой полосой под ним. Остальная часть нижней части тела тёмно-коричневая. Крылья с рыжеватым оттенком, второстепенные маховые перья с чёрными кончиками; третьестепенные маховые перья зелёные. Радужная оболочка красная.

## Ареал
Карликовая щурка широко распространена в Африке южнее Сахары. Выделяют пять подвидов:
- Merops pusillus pusillus  Statius Müller, 1776 — Сенегал, Гамбия, юго-запад Судана, север  Демократической Республики Конго
- Merops pusillus ocularis  (Reichenow, 1900) — восток Демократической Республики Конго, север Уганды, Судан, побережье Красного моря
- Merops pusillus cyanostictus  Cabanis, 1869 — восток Эфиопии, запад Сомали, восток Кении
- Merops pusillus meridionalis  (Sharpe, 1892) — юг и восток Демократической Республики Конго на восток до запада Кении и на юг до центра Анголы, Зимбабве и Южной Африки
- Merops pusillus argutus  Clancey, 1967 — юго-запад Анголы, Ботсвана, юго-запад Замбии

## Биология
Гнездится в открытой поросшей кустами местности, предпочтительно рядом с водой. Питается насекомыми, предпочитая пчёл, ос и шершней. Миграция ограничена сезонными колебаниями в зависимости от количества осадков. Численность, по оценкам, составляет от 60 до 80 миллионов особей.